# ناتالي تشوكيت
ناتالي تشوكيت هي مغنية ومغنية أوبرا كندية، ولدت في 1959 في طوكيو في اليابان.

## وصلات خارجية
- ناتالي تشوكيت على موقع IMDb (الإنجليزية)
- ناتالي تشوكيت على موقع ميوزك برينز (الإنجليزية)
- ناتالي تشوكيت على موقع أول ميوزيك (الإنجليزية)
- ناتالي تشوكيت على موقع ديسكوغز (الإنجليزية)
- ناتالي تشوكيت على موقع قاعدة بيانات الفيلم (الإنجليزية)